# Balistoides viridescens

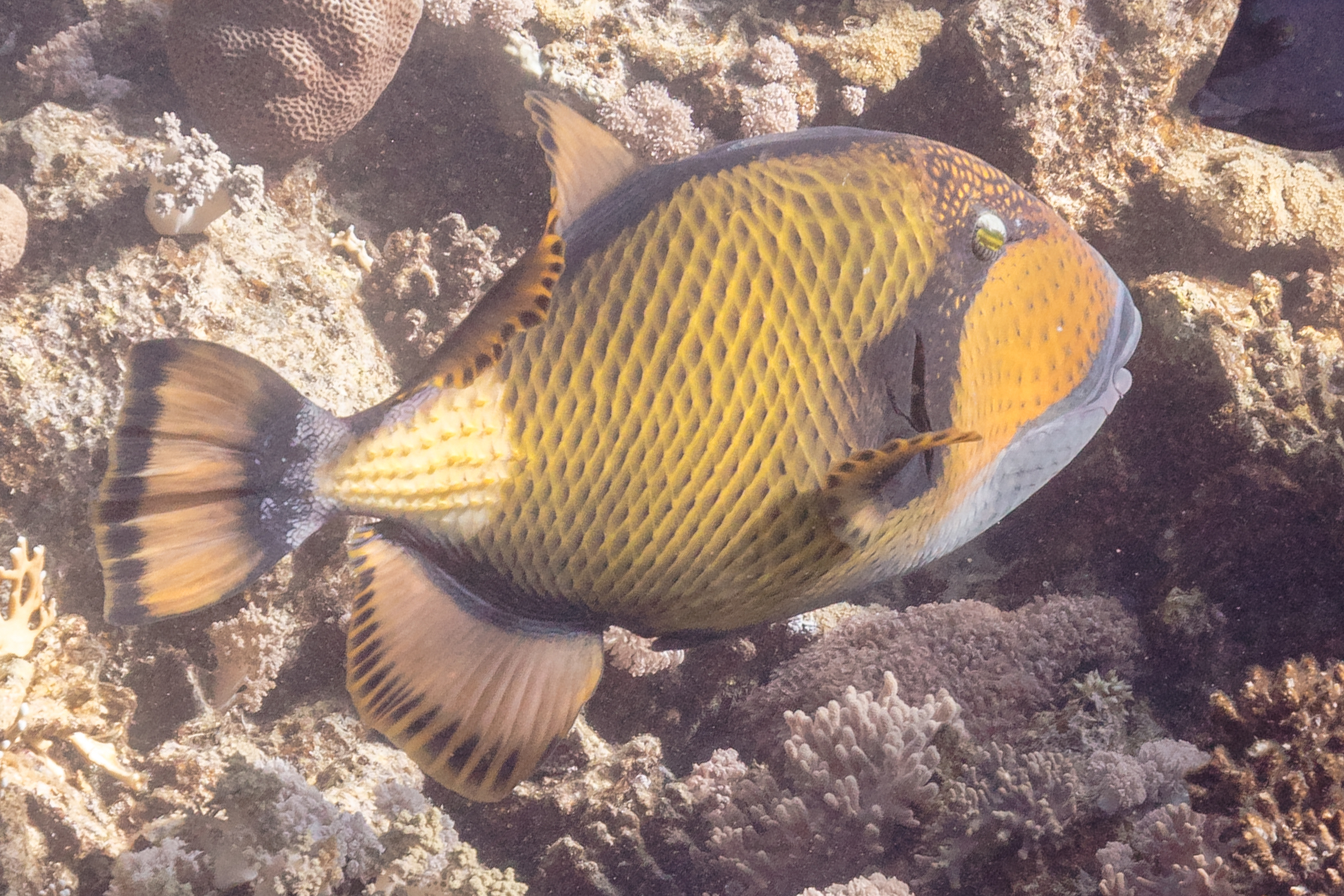
Ejemplar en el mar Rojo.

Balistoides viridescens es una especie de peces de la familia Balistidae en el orden de los Tetraodontiformes.

## Morfología
Pueden llegar alcanzar los 75 cm de longitud total.

## Distribución geográfica
Se encuentra desde las  costas del Mar Rojo hasta Mozambique, las Tuamotu, el sur del Japón y Nueva Caledonia.